# Tore Gullstrand
Tore Ragnar Gullstrand, född 16 augusti 1921 i Karlstad, död januari 2002 i Linköping, var en svensk företagsledare inom flygindustrin och forskare inom flygteknik. Han var son till Ragnar Gullstrand.
Gullstrand blev 1945 civilingenjör vid Kungliga Tekniska högskolan, 1950 teknologie licentiat och disputerade 1952 för teknologie doktorsgraden. Han vikarierade som tillförordnad på professuren i flygteknik 1947–1949 (då Sten Luthander arbetade som chef för SAAB:s forskningsavdelning) och blev docent 1953. Han anställdes 1953 vid Saab i Linköping där han 1958 blev överingenjör, 1962 direktör, 1965 chef för tekniska avdelningen, 1968 vice verkställande direktör i Saab-Scania, 1969 chef för flygdivisionen och 1983-1991 chef inom centrala staben för forskning och teknisk utveckling.
Han blev 1954 flygingenjör av 1.graden i Flygvapnets reserv.
Han invaldes 1962 i Ingenjörsvetenskapsakademien (IVA), 1968 i Krigsvetenskapsakademien och blev 1981 ledamot av Vetenskapsakademien.
År 1965 tilldelades han Thulinmedaljen i guld, och tilldelades 1985 IVA:s stora guldmedalj "för hans synnerligen framstående livsgärning inom svensk flygindustri".